# Sceloporus tanneri
Sceloporus tanneri är en ödleart som beskrevs av  Smith och LARSEN 1975. Sceloporus tanneri ingår i släktet Sceloporus och familjen Phrynosomatidae. IUCN kategoriserar arten globalt som otillräckligt studerad. Inga underarter finns listade i Catalogue of Life.